# لویی ماژورل
لویی ماژورل (به فرانسوی: Louis Majorelle)؛ (زادۀ ۲۶ سپتامبر ۱۸۵۹ میلادی – درگذشتۀ ۱۵ ژانویهٔ ۱۹۲۶ میلادی) معمولاً به سادگی با نام لویی ماژورل شناخته می‌شود، یک طراح دکوراسیون و مبلمان اهل فرانسه بود که طبق سنت فرانسوی کابینت‌سازی، طرح‌های خود را تولید می‌کرد. او یکی از طراحان برجستۀ مبلمان در سبک آر نُوو بود و پس از سال ۱۹۰۱ میلادی به‌ طور رسمی به عنوان یکی از معاونان اکول دو نانسی (مدرسۀ نانسی) خدمت کرد.
لویی ماژورل یکی از کسانی است که بیشترین سهم را در تغییر مبلمان داشته‌ است. به لطف آیندگان، ما امروز یک قطعه مبلمان از او را می‌شناسیم، همان‌ طور که یک قطعه مبلمان از آندره شارله بول و شارله کرسان، هنرمندان مورد علاقۀ شاهزادۀ نایب‌السلطنه فرانسوی را می‌شناسیم. در اوایل قرن ۱۸ میلادی، کرسان جای شکوه آبنوس و پوسته‌لاک‌پشتی پیوسته با قلع و مس را با هارمونی نرم‌تر چوب‌های خارجی جایگزین کرد. مانند او، لویی ماژورل ساختار ظریف مبلمان آر نُوو را با منبت‌های چوبی عجیب و غریب پوشاند.
پالتی که او با چوب فرانسوی و خارجی ساخته‌ است، شبیه اثر یک نقاش است. بلوط، گردو، زبان گنجشک، سنجد، هالی، چنار، شاه بلوط، گیلاس، گلابی و راش رنگ‌های ملایم و طیف فراگیر خاکستری را فراهم می‌کنند؛ آن‌ها در خدمت ماژورل برای ایجاد ترکیبات لطیف و عمداً تک رنگ هستند. رُزوود (چوب رُز) رنگ‌ها و نقش‌های ظریف گل را فراهم می‌کند. درخت لیموی زرد لطیف، افرای نقره‌ای، تاج خروس ارغوانی، چوب جاکاراندا، ساتن قرمز، آمورت، کلیرمبورگ نارنجی، آبنوس سیاه یا سبز، نخل قرمز یا سیاه و غیره تشکیل شده‌اند. برای او، در میان جوهره‌های بیگانه، گسترده‌ترین موج رنگی را تشکیل می‌داد، جایی که غرایز نقاشی او می‌توانست شکوفا شود.
وی همچنین برندهٔ جوایزی همچون لژیون دونور (شوالیه) شده‌ است.

## اوایل زندگی

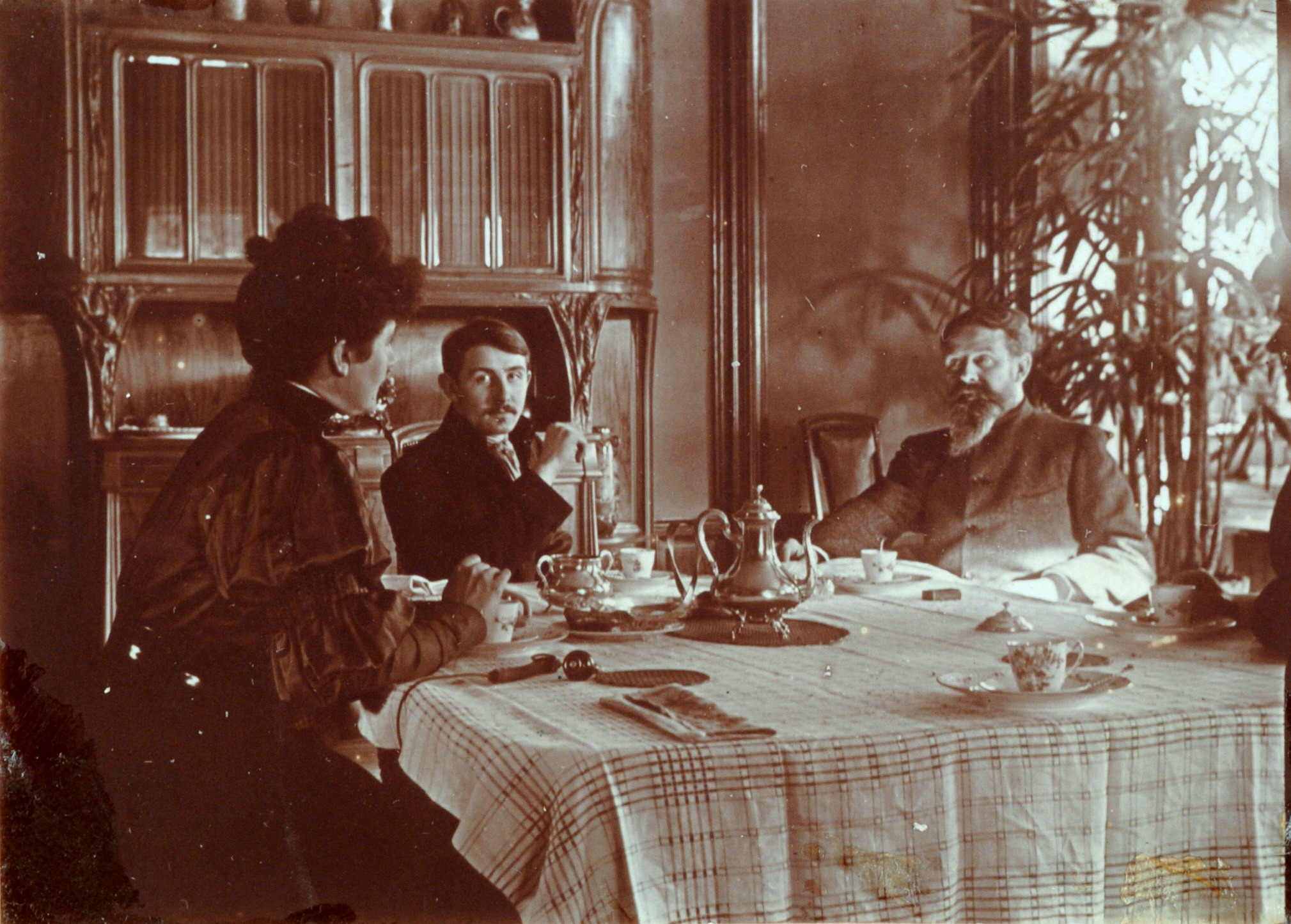
لویی ماژورل در سال 1905

ماژورل در تول به دنیا آمد. در سال ۱۸۶۱ میلادی، پدرش، آگوست ماژورل (۱۸۷۹–۱۸۲۵ میلادی)، که خود طراح و سازندۀ مبلمان بود، خانواده را از تول به نانسی نقل مکان کرد. در آنجا، لویی تحصیلات اولیۀ خود را پیش از نقل مکان به پاریس در سال ۱۸۷۷ میلادی با دو سال کار در مدرسهٔ هنرهای زیبا به پایان رساند. پس از مرگ پدرش، او تحصیلات خود را کوتاه کرد و به نانسی بازگشت تا بر کارخانه‌های فیانس (سفال) و مبلمان خانواده نظارت کند. این کار او را تا آخر عمر مشغول کرد.
در ۷ آوریل ۱۸۸۵ میلادی، ماژورل با ماری لئونی جین کرتز (زادۀ ۱۹۱۲/۱۲/۳۱ میلادی – درگذشتۀ ۱۸۶۴/۱۲/۰۶ میلادی)، دختر مدیر تئاترهای شهرداری در نانسی ازدواج کرد. تنها فرزند آن‌ها، ژاک ماژورل، که خود هنرمند شد، در ۷ مارس ۱۸۸۶ میلادی به دنیا آمد.

## آثار لویی ماژورل

مبلمان
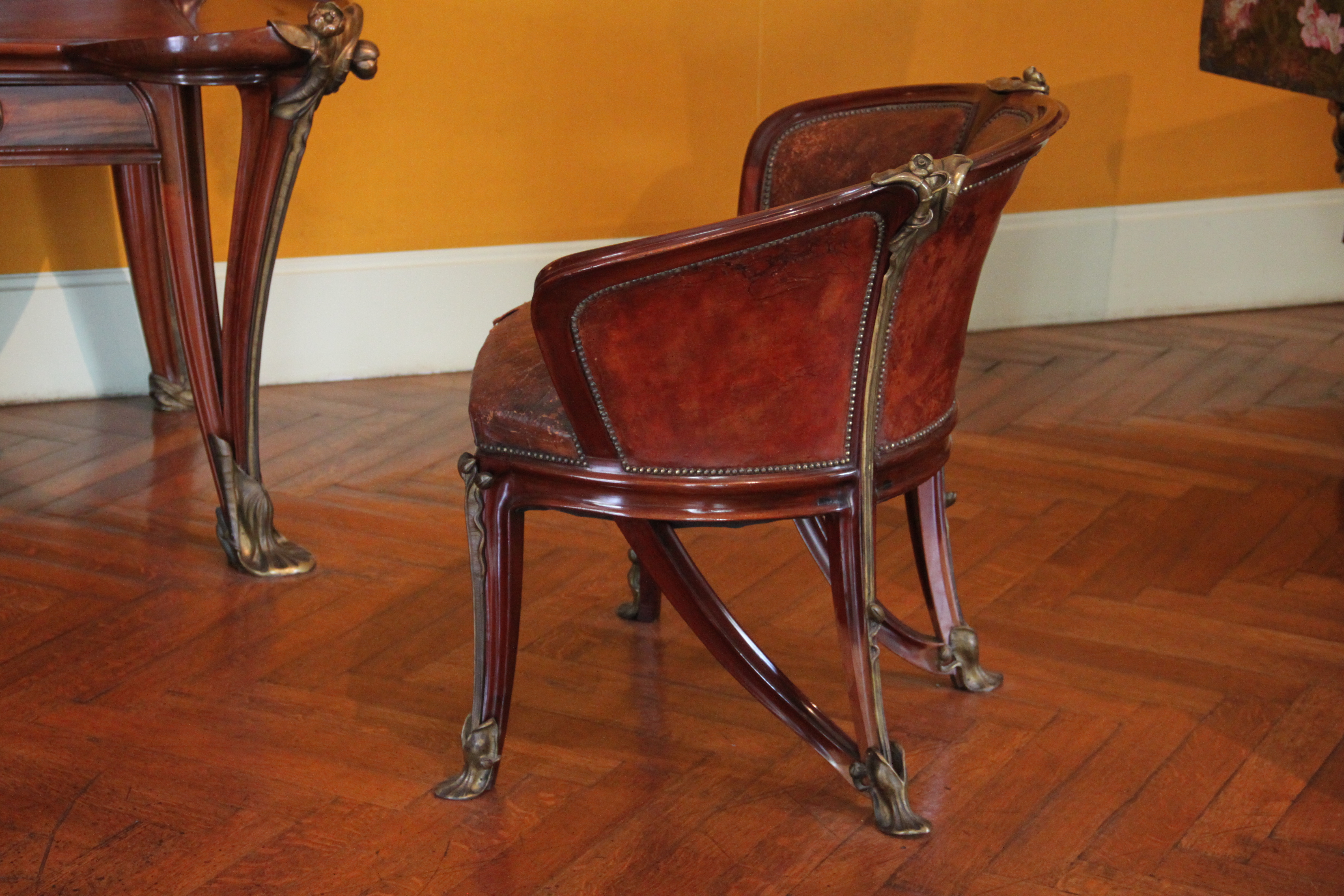
صندلی دسته‌دار «در نیلوفرهای آبی» (موزهٔ مدرسهٔ نانسی)
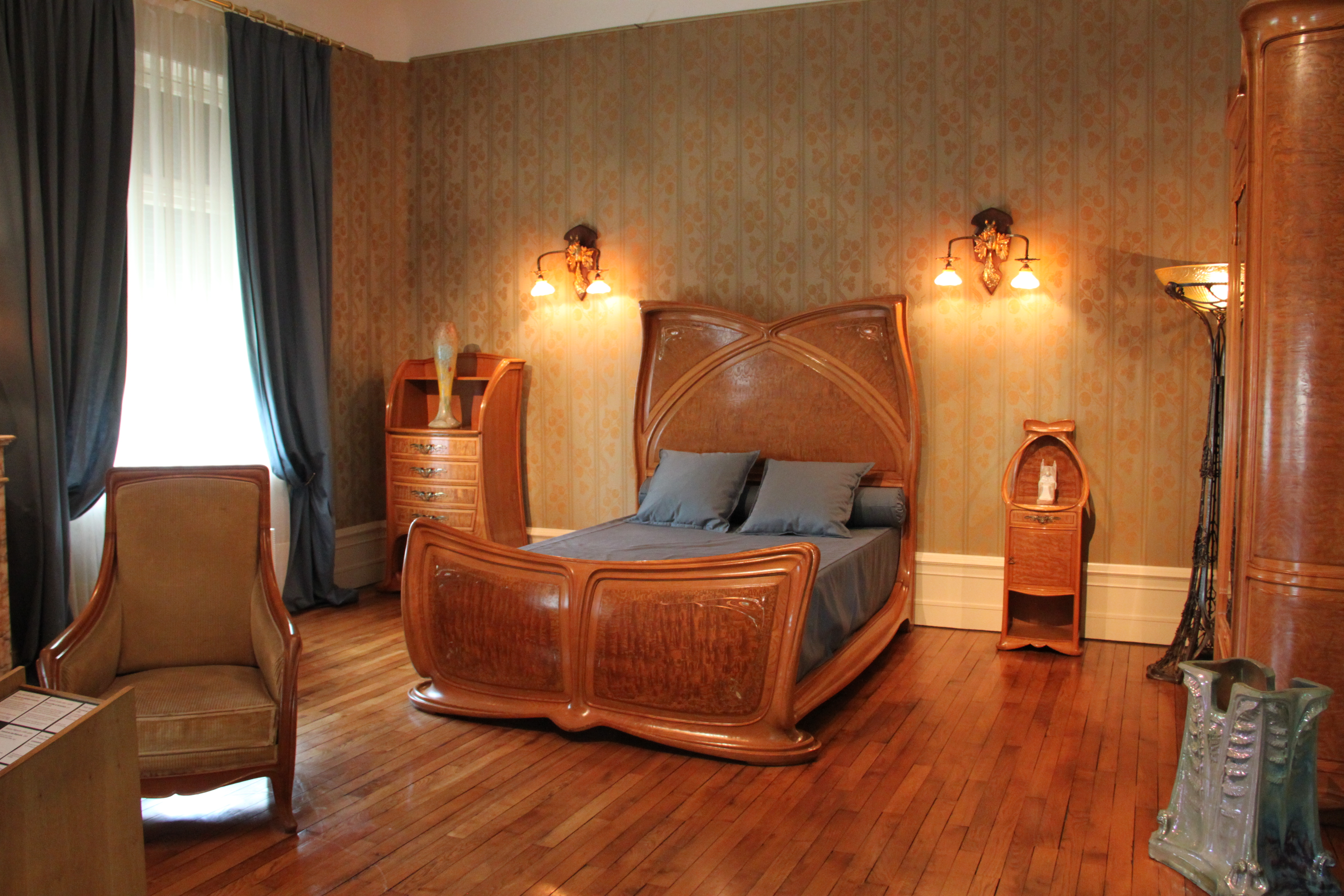
مبلمان اتاق خواب که به طور ویژه برای ویلا ماژورل طراحی شده است
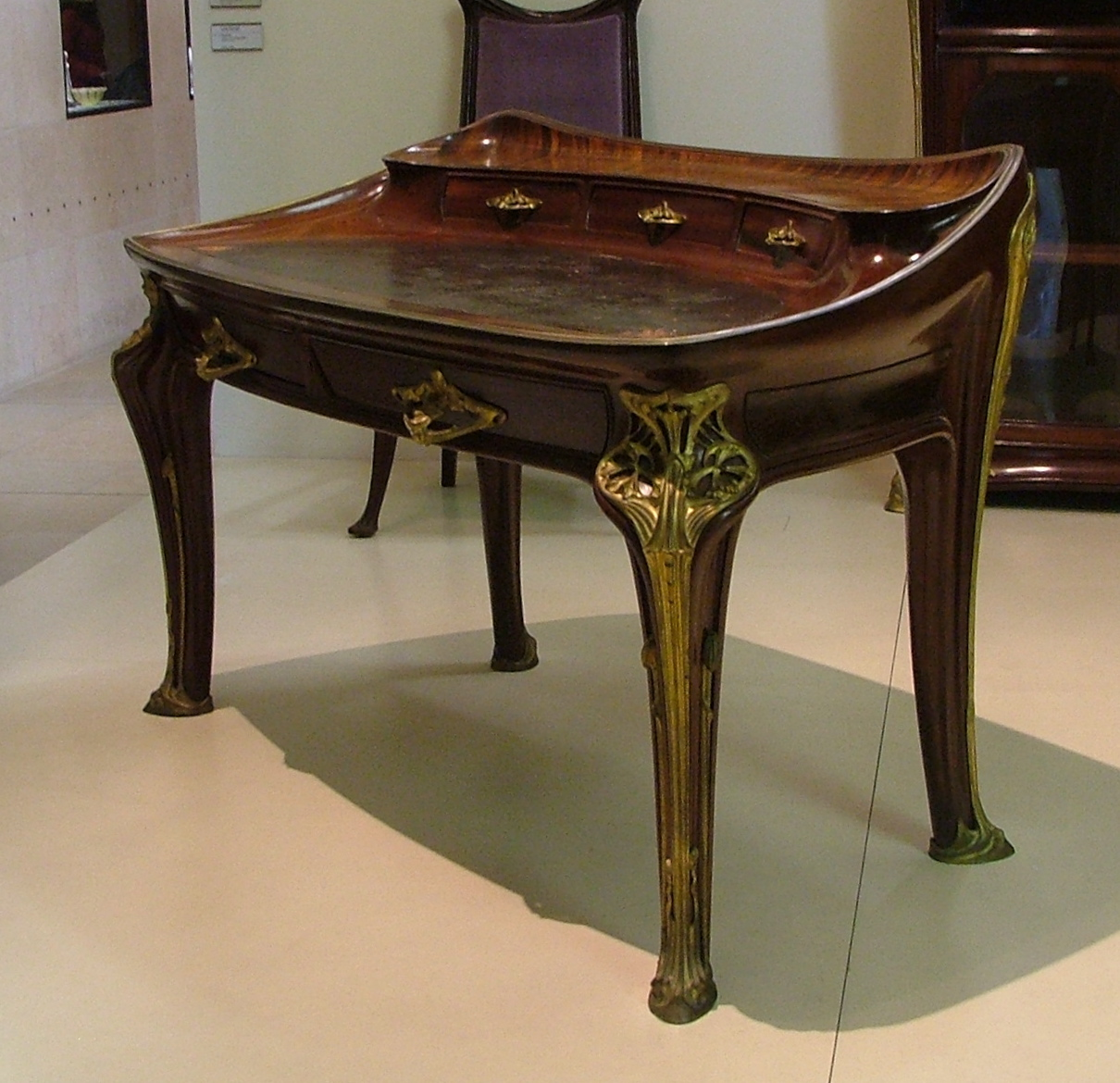
میز تحریر «در ارکیده»، طراحی و تولید توسط: لویی ماژورل در سال ۱۹۰۳–۱۹۰۲ میلادی (موزهٔ اورسی)
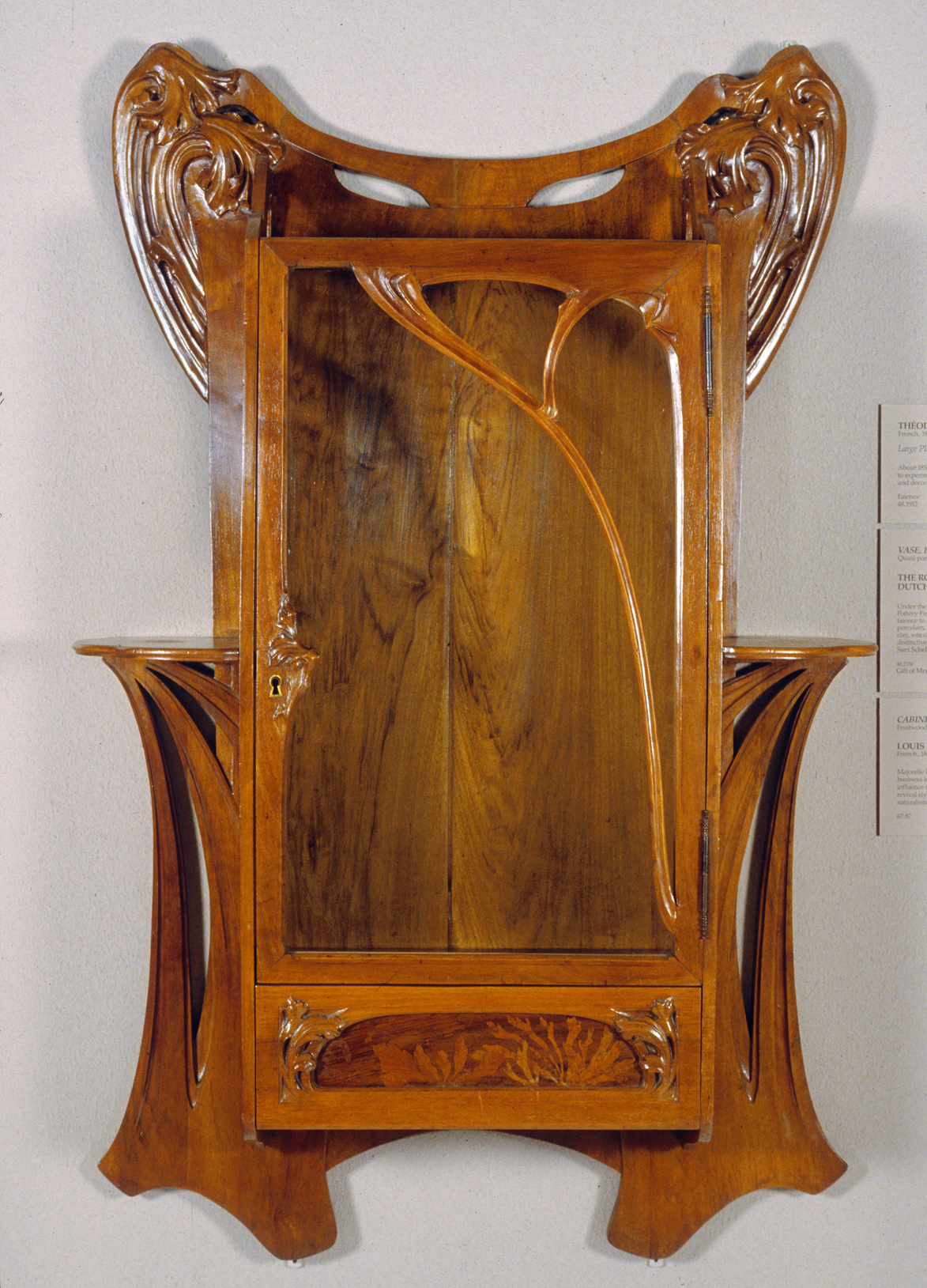
لویی ماژورل - کابینت دیواری (موزۀ هنر والترز)

شیشه‌های رنگی
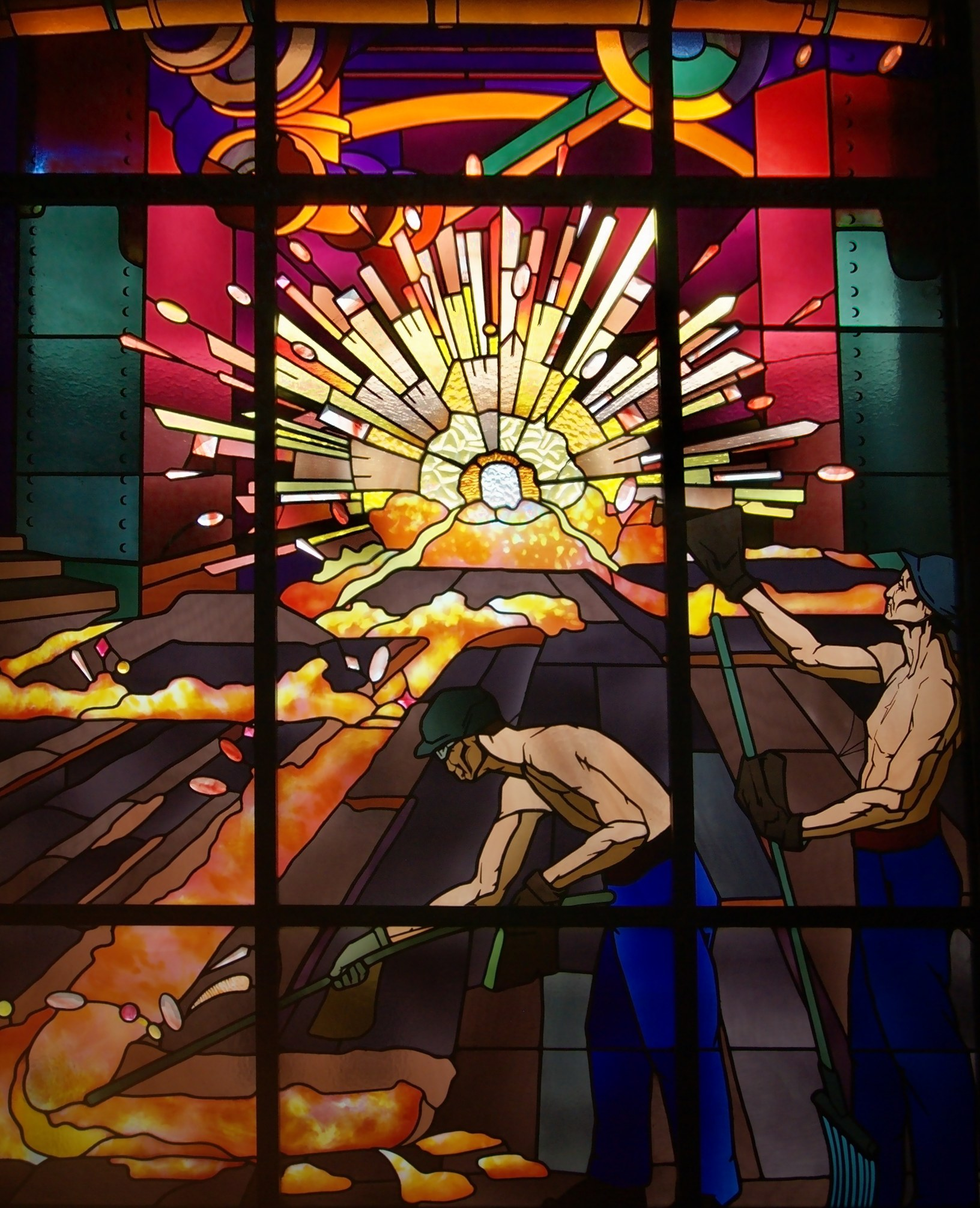
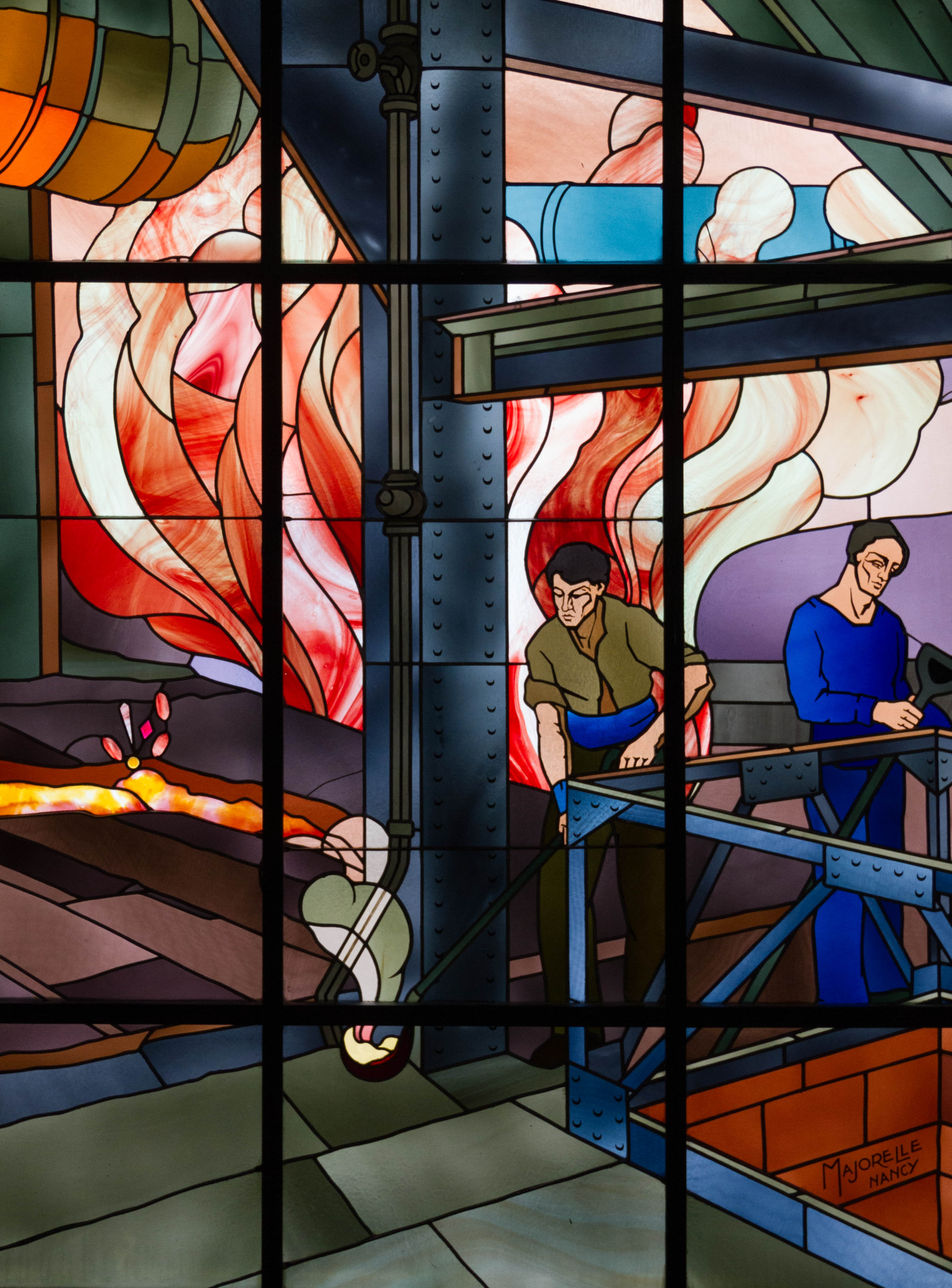
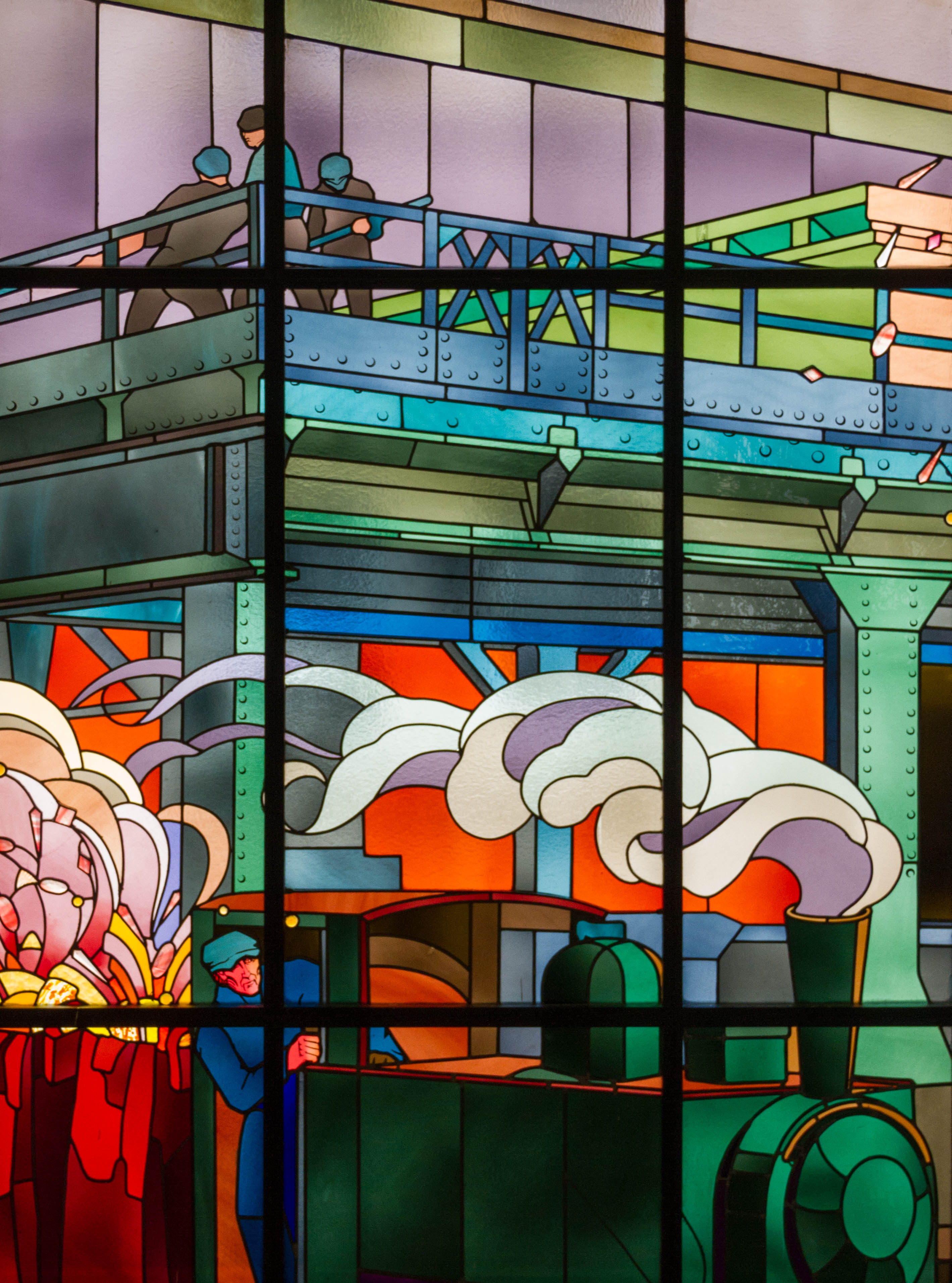
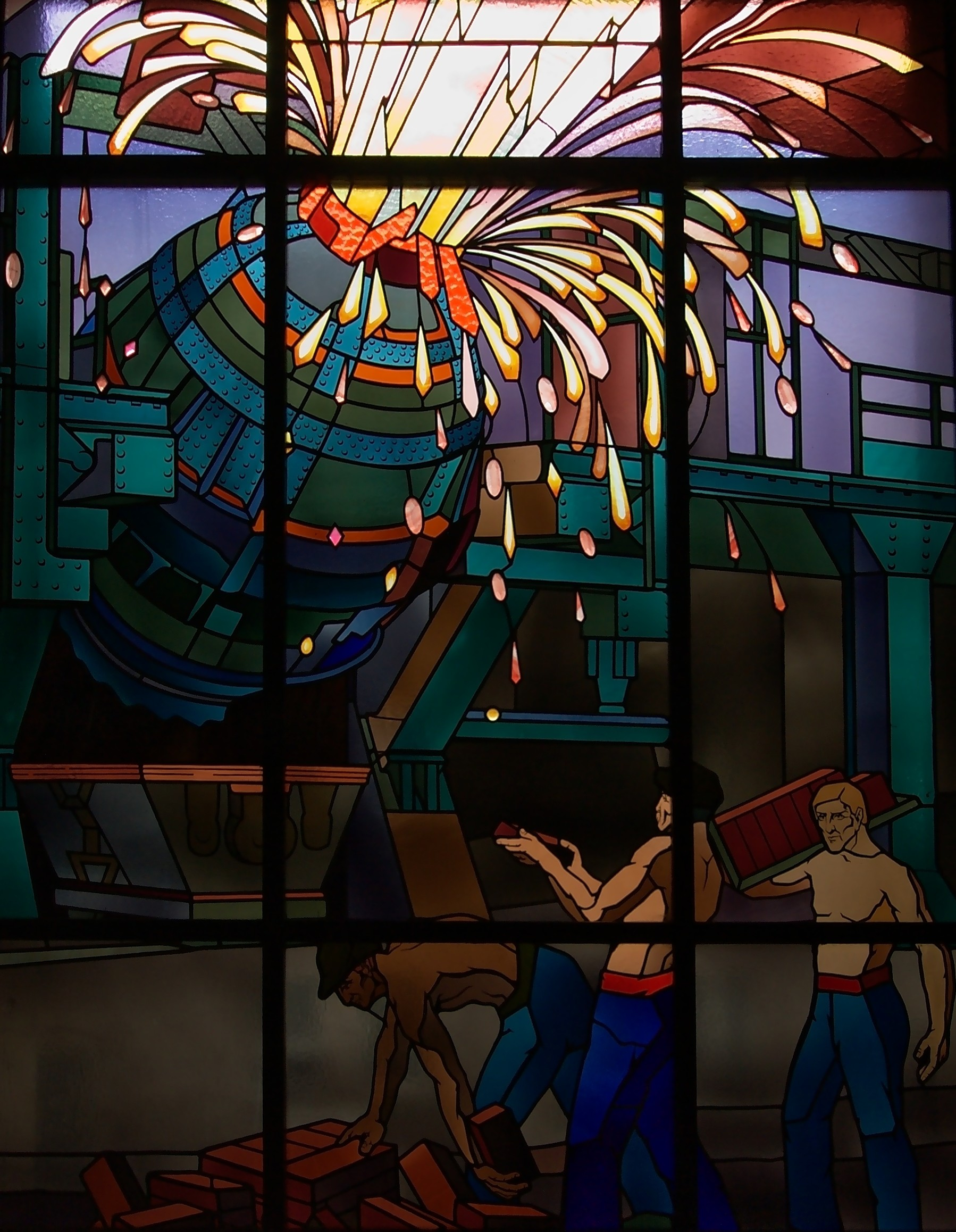
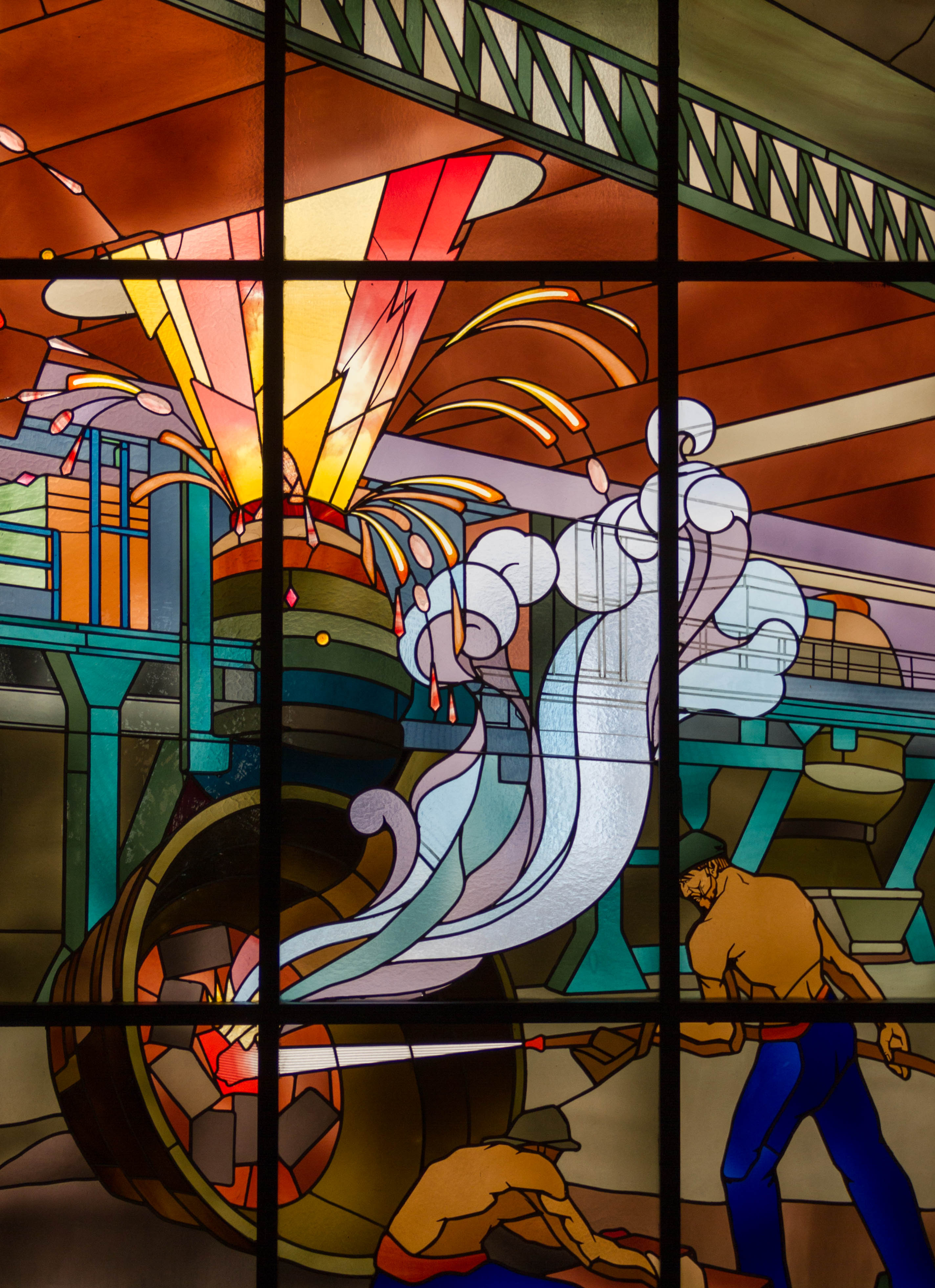
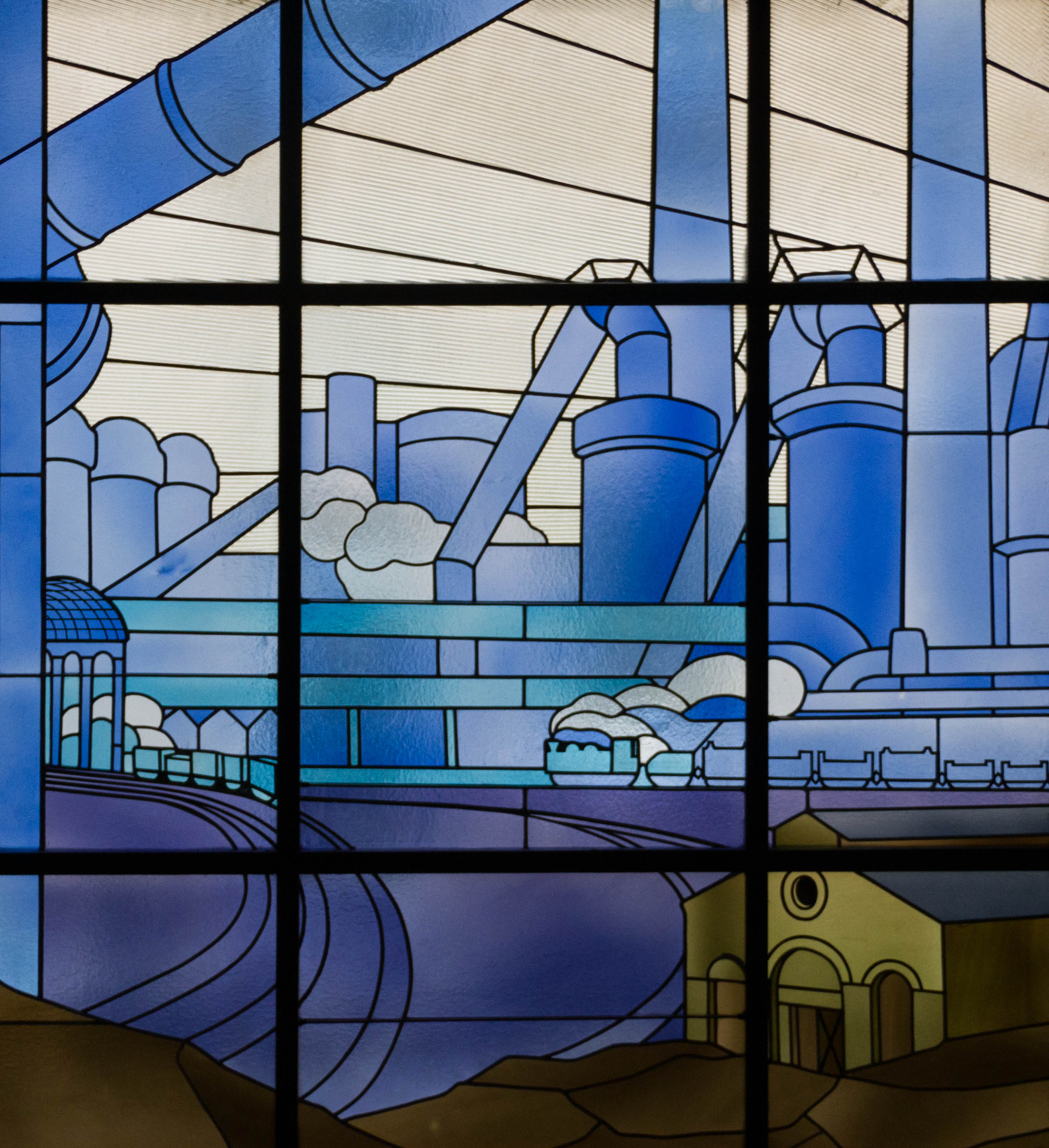
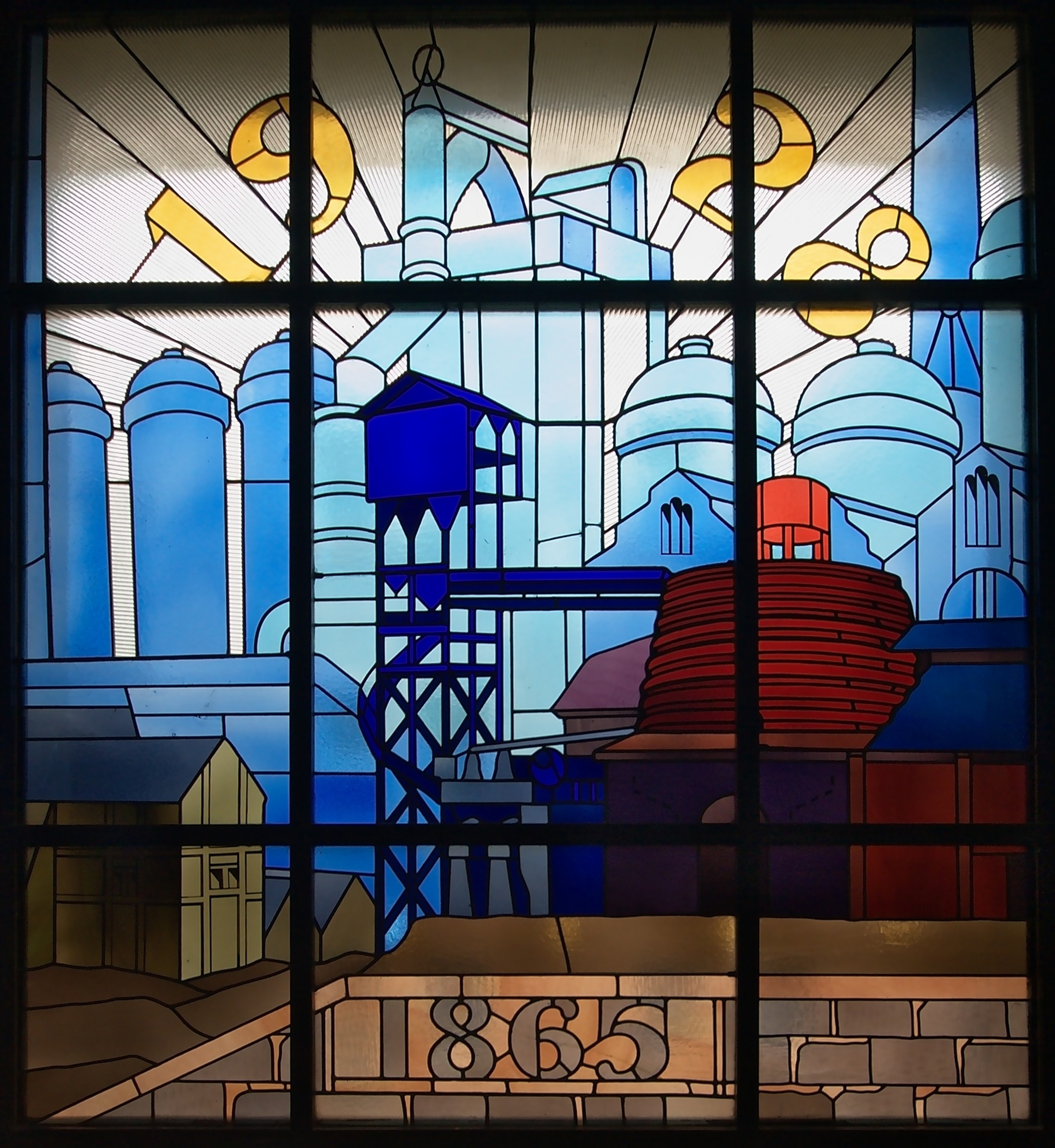
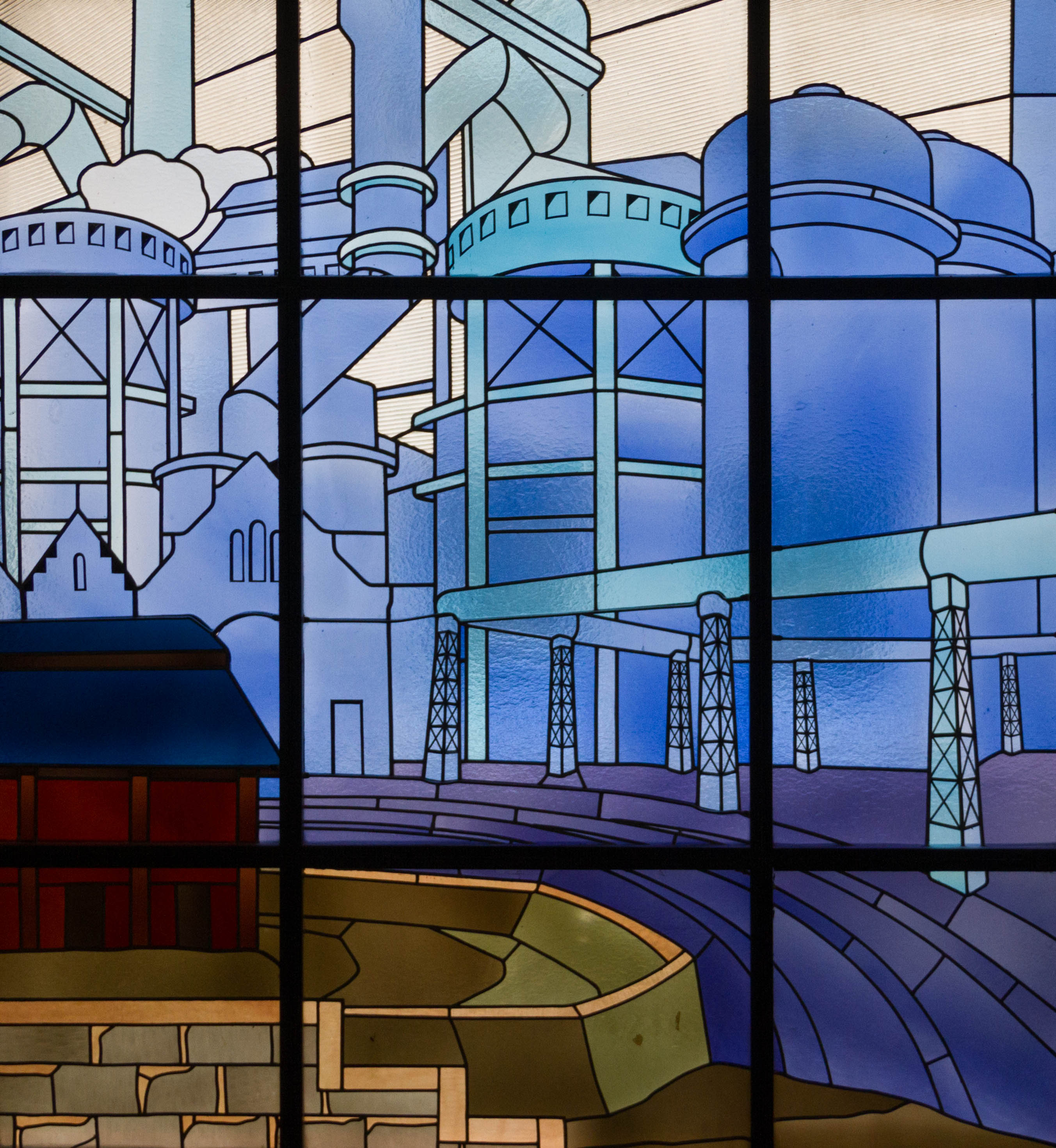